# Kandieng
Kandieng  (tiếng Khmer: ស្រុកកណ្ដៀង) là một huyện thuộc tỉnh Pursat, Campuchia. Huyện lị là thị trấn Kandiengthị trấn các tỉnh lị Pursat 12 km. Kandieng có ranh giới với huyện Bakan ở phái tây, Sampov Meas ở phía nam và Krakor ở phái đông. Phần phía bắc của huyện bao quanh hồ Tonlé Sap. Theo thống kê năm 1998, Kandieng có 9 xã và 113 làng. Dân số của huyện theo thống kê năm 1998 là 53.335 người.